# Бінтулу
Бінтулу (малай. Bintulu) — місто в малайзійському штаті Саравак, адміністративний центр однойменного району.

## Географія
Бінтулу знаходиться на північному узбережжі острову Калімантан за 610 кілометрів від столиці штату — Кучинга.

### Клімат
Місто знаходиться у зоні, котра характеризується вологим тропічним кліматом. Найтепліший місяць — квітень із середньою температурою 27.8 °C (82 °F). Найхолодніший місяць — січень, із середньою температурою 26.7 °С (80 °F).
| Клімат Бінтулу          | Клімат Бінтулу | Клімат Бінтулу | Клімат Бінтулу | Клімат Бінтулу | Клімат Бінтулу | Клімат Бінтулу | Клімат Бінтулу | Клімат Бінтулу | Клімат Бінтулу | Клімат Бінтулу | Клімат Бінтулу | Клімат Бінтулу | Клімат Бінтулу |
| Показник                | Січ.           | Лют.           | Бер.           | Квіт.          | Трав.          | Черв.          | Лип.           | Серп.          | Вер.           | Жовт.          | Лист.          | Груд.          | Рік            |
| Абсолютний максимум, °C | 35             | 37             | 32             | 39             | 35             | 37             | 39             | 37             | 37             | 38             | 38             | 32             | 39             |
| Середній максимум, °C   | 28             | 29             | 30             | 30             | 31             | 31             | 30             | 31             | 30             | 30             | 30             | 29             | 30             |
| Середня температура, °C | 26             | 26             | 27             | 27             | 27             | 27             | 27             | 27             | 27             | 27             | 27             | 26             | 27             |
| Середній мінімум, °C    | 23             | 23             | 23             | 24             | 24             | 23             | 23             | 23             | 23             | 23             | 23             | 23             | 23             |
| Абсолютний мінімум, °C  | 20             | 21             | 21             | 22             | 20             | 21             | 20             | 21             | 21             | 22             | 21             | 18             | 18             |
| Норма опадів, мм        | 370            | 270            | 280            | 250            | 250            | 280            | 230            | 280            | 310            | 370            | 400            | 450            | 3800           |
| ----------------------- | -------------- | -------------- | -------------- | -------------- | -------------- | -------------- | -------------- | -------------- | -------------- | -------------- | -------------- | -------------- | -------------- |
| Джерело: Weatherbase    |                |                |                |                |                |                |                |                |                |                |                |                |                |

## Історія
1861 року, коли Джеймс Брук отримав навколишні землі, Бінтулу був рибальським селом. Вже за рік тут збудовано форт, що, за свідченнями Одоардо Беккарі, сприяло переселенню сюди людей народу Меланау (які до того не оселялися близько берега через піратів).
8 вересня 1867 року у Бінтулу відбулися вибори Загальної Ради Сараваку, якими керував небіж Брука Чарлз Ентоні. 
Під час Другої світової вже наступний білий раджа — Чарлз Вайнер Брук — наказав побудувати кілька злітних смуг на своїх землях. Але втік до Сіднею після захоплення японцями Кучинга, а імператорська армія використовувала місцевий аеродром для військових потреб
Бінтулу залишався невеличким селищем до 1969-го, коли тут було розвідано значні запаси нафти і газу.